# مشرفة (جدة)
المشرفة أحد أحياء جدة في المملكة العربية السعودية. في أواخر ستينيات القرن العشرين كانت المشرفة واحدة من أحدث المناطق السكنية في المدينة. في تلك الفترة الزمنية، كانت هناك بقع من الأراضي الصحراوية المفتوحة بين بيوت المشرفة. ولعب الأطفال المحليون ألعاباً على تلك الطرود الصحراوية. في وقت افتتاح الحي، لم تكن الطرق معبدة
المشرفة هي الموطن لزعيم القاعدة أسامة بن لادن الذي ولد فيها وتركها وهو صغير ويشتهر الحي بعدد كبير من الفنادق الصغيرة التي تمكن المسافرين من المكوث لفترات ليست طويلة وبأسعار مخفضة مما يجعلها محطة الكثير من المسافرين للوقوف فيها واخذ الراحة بين شوارعها